# كربون شبيه الألماس

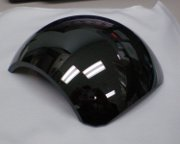
قطعة مطلية بكربون شبيه بالألماس

الكربون الشبيه بالألماس (اختصاراً DLC) هو صنف من مواد الكربون اللابلوري التي تمتلك خواصاً نمطية شبيهة بخواص الألماس.
عادةً ما تستخدم في تركيب الأغشية الكربونية الرقيقة في تطبيقات مختلفة.